# Чикунгуня
Чикунгуня (Chikungunya (CHIKV)) е арбовирусна инфекция при хората.
Вирусът е от род Alphavirus и се пренася от комари предимно от род Aedes. Заболяването е характерно за тропическите райони на Стария свят, но климатичните промени и антропогенният фактор способстват за разпространението на векторите на заболяването и възникването му на нови неестествени за болестта места. Признаците, с които се проявява, са подобни на тези при денге. Думата чикунгуня идва от суахили и означава „това, което изкривява“. На езика макондо, разпространен в Южна Танзания и Северен Мозамбик, чикунгуня буквално се превежда като „връзваща“, „чупеща костите“ или „превиваща“. Всички тези определения са свързани със симптомите, подобни на артрит, които предизвикват изкривяване на крайници и пръсти и адските болки в ставите, които обездвижват и приковават на легло болните за период от няколко седмици до няколко месеца.

## Исторически сведения за заболяването
Болестта е описана от Marion Robinson и W.H.R. Lumsden през 1955 г. при изследването на огнището на заболяване през 1952 – 1953 г. Заболяването е преминало при хора в селища, разположени на платото Маконде, намиращо се на границата между Мозамбик и Танганайка (днес в регион Мтвара в континенталната част на Танзания).

## Разпространение
Чикунгуня е разпространена в Африка, Азия и на Индийския субконтинент. Дълги години нивото на проявление на заболяването в Африка е ниско. В периода 1999 – 2000 г. в Демократична република Конго възниква голяма епидемия, през 2007 г. това се случва и в Габон. В началото на 2005 г. възниква взрив на епидемията и на островите Реюнион, Мавриций, Майоте и Сейшелите в Индийския океан. С него са свързани и възникналите случаи на заболели хора в Европа (основно в Норвегия, Германия, Белгия и Великобритания), летували на тези острови. На Реюнион заболяват около 40% от жителите на острова. В периода 2006 – 2007 г. бум на чикунгуня възниква и в Индия и редица страни от Югоизточна Азия. През 2007 г. за пръв път са регистрирани огнища на заболяването в Европа в района на Равена, провинция Емилия-Романя, Италия. В България случаи на заболяване не са констатирани.

## Етиология
Причинител на чикунгуня е вирус от семейство Togaviridae. Той е с диаметър около 70 nm. Притежава външна обвивка, а геномът представлява едноверижна РНК с положителна поляризация. РНК на вируса притежава около 12 000 нуклеотида.

## Епидемиология
Към вируса са възприемчиви хора. Боледуват и шимпанзета, макаци, павиани и колобуси. Комарите представляват вектор, като го предават от здрав към болен посредством кръвосмучене и инокулиране на причинителя. Два са основните вектори на вируса на чикунгуня – Aedes aegypti и Aedes albopictus (азиатски тигров комар). Тези комари хапят хората през светлата част на денонощието, като пик на тяхната активност се проявява в ранно утро и края на втората половина на деня. И двата вида хапят на открито, а Aedes aegypti е активен и в закрити помещения.
Случаите на огнища в Италия се дължат на пренасянето на заразени тигрови комари от Югоизточна Азия. Предполага се, че това се е случило с помощта на корабни товари с автомобилни гуми. На новите местообитания те намират благоприятни условия за размножаване. Тигрови комари са открити в редица южноевропейски и средиземноморски страни като Гърция, Сърбия, Албания, Франция, Испания и Турция. Комарите могат да се разпространят и с туристически багаж (Германия) или пренос на екзотични палмови растения (Нидерландия).

## Клинични признаци
Инкубационният период е в рамките на 4 до 8 дена след ухапване. В някои случаи може да продължи и до 12 дена.
Клиничните признаци се проявяват с внезапна треска (температура до 40 °C), често съпроводена с болки в ставите в резултат на възникналия артрит. Съпровожда се и с болки в мускулите, главоболие и угнетеност. Болките в ставите са много силни и обикновено преминават за няколко дена до седмица. В повечето случаи пациентите оздравяват напълно, но е възможно ставните болки да продължат няколко месеца до година. Регистрирани са и случаи на очни, неврологични и сърдечни усложнения. Възможни са и усложнения на храносмилателната система. Сериозни усложнения възникват рядко, а смъртните случаи са редки. Често признаците се бъркат и се диагностицира като денге.

## Диагноза
Диагнозата се основава на данните от епизоотологичното проучване, клиничните признаци, данни от лабораторните изследвания и диференциалната диагноза.

### Лабораторна диагноза
За лабораторна диагноза се използва методът ELISA. При него се откриват антитела в кръвен серум, изработени от организма срещу вируса. Нивото на антителата е най-високо след 3 – 5 седмици от проявата на клиничните признаци и продължава да е високо около месец.
Вирусна изолация е възможна в първите дни на заболяването с помощта на полимеразно верижна реакция.

### Диференциална диагноза
В диференциално-диагностично отношение трябва да се вземат предвид следните заболявания, проявяващи се със сходни на чикунгуня признаци:
- Денге
- Западнонилска треска

## Лечение
Няма сигурно лечение на болестта. То е насочено към облекчаване на симптомите, основно тези, свързани с болките в ставите. Използват се нестероидни противовъзпалителни препарати, но без аспирин, поради опасността от повишаване на вероятността от кръвотечения. Ваксина против заболяването не се прилага. Преболедувалите придобиват стабилен и продължителен имунитет. Не са описани случаи на повторно заболяване при преболедували.

## Профилактика
През 60-те години на XX век са проведени изследвания за изработването на ваксина. Те обаче са прекратени поради липса на финансиране. Разработена е експериментална ваксина, създаваща имунитет, пречещ на възникването на чикунгуня при макаци и лабораторни мишки. Смята се, че скоро ще бъде възможно ваксината да се прилага и при хора.
На 09.11.2023 година FDA одобрява използването на ваксината Ixchiq при хора.
За ограничаване на заболяването е важно да се намалят местата, където се размножават комарите. Необходимо е и използването на инсектициди и обработка на водата с цел унищожаване на личинките на комара. Хората трябва да носят дрехи с дълъг ръкав и да използват репеленти с цел ограничаване на ухапванията.

## Чикунгуня като биологично оръжие
Чикунгуня е едно от заболяванията, разработвани от САЩ като потенциално биологично оръжие.